# タル・アル＝マローヒー
タル・アル＝マローヒー (アラビア語: طل الملوحي、1991年1月4日 - ) は、シリアのブロガー。ホムス出身。女性。
2009年12月、帰宅したところをシリア軍に拘束された。シリア軍はブログの内容（特にパレスチナについて書いた記事の一部とその他の社会的論評）を問題視していた。
最終的に、シリア政府からアメリカ合衆国のスパイとして起訴され、2011年2月15日に禁固5年の有罪判決を受けた。禁固中、西側諸国からは「アラブ世界で最も若い良心のある囚人」と呼ばれた。
2014年に釈放される予定だったが、2023年末まで収監されたままであった。2024年12月、アサド政権崩壊後、シリア反体制勢力によって釈放された。

## 背景
何千人とまではいかなくとも、何百人ものシリア人が、ブログや政治活動などで、自分の意見を表明したために逮捕されている。その多くが長い刑期を言い渡されていた。
国境なき記者団は、2009年に少なくとも4人の影響力のあるシリアのインターネット活動家が獄中にいると報告し、シリアは、「インターネットの敵」と分類される12カ国以上の国々のうちのひとつとなった。また、シリアはFacebook、Youtube、さらにはウィキペディアを含む推定200のウェブサイトの閲覧を禁止したが、シリア市民や人権活動家、そしてほとんどのユーザーは検閲を回避する方法を見つけている。

## ブログ
タル・アル＝マローヒーは3つのブログを運営していたが、そのうちの1つは「My Blog」という名前で運営されており、特にこのブログで投稿された記事によって逮捕された可能性が高い。「My Blog」に掲載されたのは、パレスチナの大義を支持し、地中海連合（フランス大統領ニコラ・サルコジによって設立されたアラブ諸国とイスラエル、ヨーロッパ諸国の政府間組織）を批判する記事であった。また記事内にはガンジーの写真が掲載され、その上には「常に模範であり続けるだろう」と書かれていた。シェイク・ラエド・サラーやマフムード・アル・ザハルの息子たち「殉教者」の写真や、「ベネズエラに感謝」と書かれたテイセル・エルドガンの写真、アドルフ・ヒトラーの遺体にジョージ・W・ブッシュの顔が描かれた画像も多数掲載されていた。画像の背景には「拷問反対」と書かれている。タルの最後の投稿は2009年9月6日、「エルサレム、諸都市の聖母」と題する記事であった。
アル＝マローヒーの2つ目のブログは「Letters」（「English Latters」名義）で、このブログに掲載された最初の記事は2009年1月19日付の「The First message to man in this world（この世に生きる人間への最初のメッセージ）」というタイトルだった。3つ目のブログは「The destroyed Palestinian villages（破壊されたパレスチナの村々）」というもので、最後に投稿されたのは2009年5月3日付のデイル・カディスに関する記事であった。

## 拘留
2009年12月27日、ダマスカスの治安総局に逮捕された。翌日、シリア治安当局が自宅に家宅捜索に入り、パソコンや書籍、CDなど数点を押収した。
両親は、シリア軍は犯罪容疑に関する適切な情報を伝えようとせず、どこに拘留されているのかも知らされなかったと主張している。
逮捕からほぼ1年後となる2010年9月、母親のアヘド・アル＝マローヒーは、シリアのバッシャール・アル＝アサド大統領自身に手紙を送り、娘の釈放を命じるように伝えた。母親は、「タルはシリアの反体制派、その他如何なる組織ともつながりがない」と主張していた。その後母親は、タルの祖父であるモハマド・ディア・アル＝マローヒーがハーフィズ・アル＝アサド政権下で人民議会担当大臣であったことを明かした。母親は、「治安当局の一人からラマダーンまでに娘を解放すると約束された」と語った。しかし、この約束は実現されないまま、ラマダーンは終わった。そして、タルが拷問を受けているという噂が出始めたが、これは多くのシリア人活動家によって反論された。
2010年9月20日、バアス党政権との蜜月な関係で知られるウェブサイト『DP News』は、タルがダマスカスから北西に20キロの場所にある更生施設に収容されているとする短い記事を掲載した。報告書によると施設はドゥマ女子刑務所で、情報筋は19歳のタルがスパイ容疑で拘束されていると主張した。9月22日、母は、シリア人権監視団長との電話の中で、この報道に異議を唱えた。母は、「何度もその刑務所を訪れたが、職員はいつも、「娘はここにはいない」と言っていた」と主張した。
そして、2014年に釈放される予定だったが、2023年末まで収監されたままであった。2024年12月、アサド政権崩壊後、シリア反体制勢力によって釈放された。

## 拘留に対する抗議
タルの逮捕は、世界中のブロガーや人権活動家による批判・非難を引き起こした。アラブ地域のブロガーたちは、シリアにおける抑圧的で無差別的な逮捕を非難した。バアス党政権（政治的なデモ活動や人権活動を禁止していることで知られている）は、は1963年にバアス党が政権を握ったときに緊急事態法が制定されたため、タルの居場所に関する問い合わせに対して公式回答を出す義務はなかった。またバアス党政権は、政治的逮捕についてコメントしないことを方針としていた。
2010年9月12日、エジプトの人権活動家たちは、2010年9月19日にカイロのシリア大使館前でデモ活動を行うと宣言した。またデモ隊の一部はタルの居場所がわかったと主張、即時解放を要求した。国境なき記者団もまた、シリア政府に圧力をかけ、タルの拘束を直ちに終わらせるよう要請した。
同様に、ヒューマン・ライツ・ウォッチもタル・アル＝マローヒーの釈放を要求した。ヒューマン・ライツ・ウォッチの中東担当職員であるサラ・リア・ウィットソンは、「高校生を罪状もなしに9カ月も拘束するのは、シリアの治安部隊が行う残酷で恣意的な振る舞いの典型です」と述べた。
アムネスティ・インターナショナルは、タルの拘束は「謎」であるとし、「この学生の逮捕及び拘留には多くの疑問点がある。兎も角、このように彼女が逮捕され、世界から隔離される明確な理由はない」と付け加えた。同団体は、タルを「良心のある囚人」と呼び、「バアス党政権はタルを投獄したが、タルが平和的な方法で自分の考えや願望を表現する権利を行使しただけにほかならない」と述べた。
拘留に対する抗議運動はカイロ、パキスタン、ドイツ、フランス、ワシントンD.C.など世界各地で行われた。2010年10月2日には、タル・アル＝マローヒーの釈放のために、シリアとしては初のバーチャルでの抗議運動が行われた。